# Partido Andalucista
Le Partido Andalucista (littéralement en français : « Parti andalouciste ») est un parti politique nationaliste andalou de centre gauche, actif entre 1965 et 2015.

## Présentation
Ce mouvement régionaliste avait une présence significative dans les provinces de Cadix et de Séville. 

## Histoire

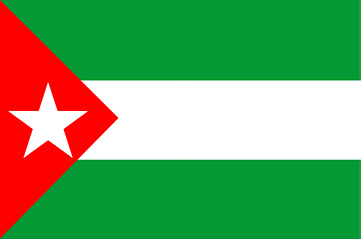
Drapeau de la Jeunesse andalouse, l'organisation des jeunes du PA.

Fondé en 1965 comme Alliance socialiste d'Andalousie (Alianza Socialista de Andalucía), il change son nom en Parti socialiste andalou en 1976, puis en Parti socialiste andalou - Parti andalou (PSA-Partido Andaluz) en 1979, enfin en Parti andalou en 1984. 
En 1982, il décroche trois sièges aux premières élections au Parlement d'Andalousie. Il demeure représenté au sein de cette Assemblée jusqu'aux élections régionales du 9 mars 2008, où le parti se présente au sein de la Coalition andalouse (Coalición Andalucista) avec la quasi-totalité des partis du nationalisme andalou. Cette alliance est un échec puisque le PA perd sa représentation au Parlement d'Andalousie. 
Une scission a lieu en 2001, créant un Parti socialiste d'Andalousie (Partido Socialista de Andalucía) dirigé par Pedro Pacheco. Elle prend fin en 2012, avec le retour au sein du Parti andalou. 
Pour les élections européennes de juin 2009, il fait partie de la Coalition pour l'Europe, avec d'autres partis régionalistes.
Lors de son XVIIe congrès extraordinaire le 12 septembre 2015, le PA approuve par 243 voix pour, 57 contre et 2 abstentions sa dissolution.

## Résultats électoraux

### Congrès des députés
| Année | Tête de liste            | Voix    | %     | Sièges  |
| ----- | ------------------------ | ------- | ----- | ------- |
| 1979  | Alejandro Rojas-Marcos   | 325 842 | 11,07 | 5 / 350 |
| 1982  | Alejandro Rojas-Marcos   | 77 068  | 2,26  | 0 / 350 |
| 1986  | Alejandro Rojas-Marcos   | 94 008  | 2,79  | 0 / 350 |
| 1989  | Alejandro Rojas-Marcos   | 212 687 | 6,87  | 2 / 350 |
| 1993  | Salvador Pérez Bueno     | 96 513  | 2,41  | 0 / 350 |
| 1996  | María del Mar Calderón   | 134 800 | 3,12  | 0 / 350 |
| 2000  | José Núñez Castain       | 206 255 | 5,11  | 1 / 350 |
| 2004  | José Antonio González    | 181 868 | 4,04  | 0 / 350 |
| 2008  | José Antonio González    | 68 679  | 1,52  | 0 / 350 |
| 2011  | Fernando Álvarez-Ossorio | 76 999  | 1,77  | 0 / 350 |

### Parlement d'Andalousie
| Année | Tête de liste                         | Voix    | %     | Sièges   |
| ----- | ------------------------------------- | ------- | ----- | -------- |
| 1982  | Luis Uruñuela                         | 153 709 | 5,39  | 3 / 109  |
| 1986  | Luis Uruñuela                         | 196 947 | 5,77  | 2 / 109  |
| 1990  | Pedro Pacheco                         | 296 496 | 10,75 | 10 / 109 |
| 1994  | Alejandro Rojas-Marcos, Pedro Pacheco | 208 862 | 5,79  | 2 / 109  |
| 1996  | Pedro Pacheco                         | 287 764 | 6,66  | 4 / 109  |
| 2000  | Antonio Ortega García                 | 300 356 | 7,43  | 5 / 109  |
| 2004  | Antonio Ortega García                 | 276 674 | 6,16  | 5 / 109  |
| 2008  | Julián Álvarez Ortega                 | 124 243 | 2,76  | 0 / 109  |
| 2012  | Pilar González                        | 96 608  | 2,50  | 0 / 109  |
| 2015  | Antonio Jesús Ruiz                    | 60 679  | 1,53  | 0 / 109  |

### Parlement de Catalogne
| Année | Tête de liste     | Voix   | %    | Sièges  |
| ----- | ----------------- | ------ | ---- | ------- |
| 1980  | Francisco Hidalgo | 71 841 | 2,66 | 2 / 135 |

## Dirigeant
Antonio Jesús Ruiz est secrétaire général du parti de 2012 à 2015.

## Jeunesses andalouses
Le mouvement des Jeunesses andalouses (en espagnol : Juventudes Andalucistas) est fondé en 1983 à Cordoue.